# Linn LM-1

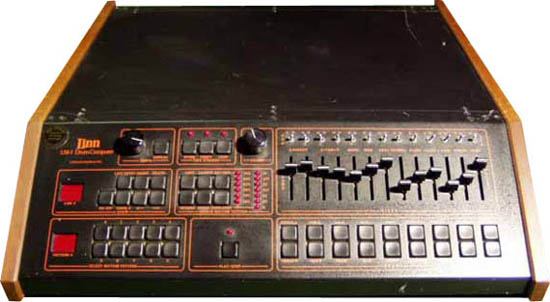
Драм-машина Linn LM-1 Rev. 3 1980 року.

Linn LM-1 Drum Computer — драм-машина, виготовлена Linn Electronics і випущена в 1980 році. Це була перша драм-машина, яка використовувала семпли акустичних барабанів, і одна з перших програмованих драм-машин. Її розробник, американський інженер Роджер Лінн, хотів машину, яка виробляла б більш реалістичні звуки барабанів і пропонувала більше, ніж попередньо встановлені шаблони.
LM-1 став основним елементом поп-музики 1980-х і допоміг створити драм-машини як надійні інструменти. Він з'явився на записах таких виконавців, як Human League, Гері Ньюман, Mecano, Icehouse, Майкл Джексон і, зокрема, Прінс. У 1982 році на зміну LM-1 прийшов LinnDrum.

## Розробка
LM-1 був розроблений американським інженером і гітаристом Роджером Лінном наприкінці 1970-х років. Лінн був незадоволений драм-машинами, доступними на той час, такими як Roland CR-78, і хотів машину, яка б не просто відтворювала попередньо встановлені патерни та «звучала як цвіркуни».